# Dwight Heald Perkins
Dwight Heald Perkins (Memphis, 26 marzo 1867 – Chicago, 2 novembre 1941) è stato un architetto e urbanista statunitense noto per il suo contributo al movimento dell'architettura Prairie School e per il suo impegno nel miglioramento dell'architettura scolastica e nella creazione del sistema di riserve forestali della contea di Cook..

## Biografia
Nato a Memphis, Tennessee, Dwight Perkins era figlio di Marland Leslie Perkins, un importante avvocato e giudice, e Marion Heald Perkins, una riformista sociale. Dopo la morte prematura del padre, Dwight dovette abbandonare la scuola all'età di 14 anni per lavorare e sostenere la sua famiglia. Inizialmente lavorò nei mattatoi di Chicago, ma si trasferì successivamente a un lavoro più adatto alle sue inclinazioni, come ragazzo di bottega in uno studio di architettura locale.
Grazie all'aiuto di un amico di famiglia, Perkins poté iscriversi al Massachusetts Institute of Technology (MIT), dove si laureò in architettura. Dopo aver lavorato per breve tempo nello studio di Henry Hobson Richardson a Boston, tornò a Chicago, dove entrò nello studio Burnham & Root, diventando una figura centrale nell’ufficio dopo la morte di John Wellborn Root nel 1891.
Nel 1894, Perkins avviò il proprio studio, ricevendo il suo primo incarico significativo: la progettazione di un grande edificio per la Steinway Piano Company. Durante il periodo trascorso in Steinway Hall, ospitò altri giovani architetti come Walter Burley Griffin e Marion Mahony, che avrebbero avuto un ruolo importante nello sviluppo dello stile Prairie.

### Architettura scolastica e riforme urbanistiche
Nel 1905, Perkins fu nominato capo architetto per la Board of Education di Chicago, grazie a un punteggio quasi perfetto nell'esame di servizio civile e alla raccomandazione di Burnham. Durante il suo mandato, Perkins applicò principi innovativi nella progettazione delle scuole, puntando su ampie vetrate per favorire l'illuminazione naturale, l’eliminazione della congestione mediante corridoi e scale più ampi e l'inserimento di servizi igienici su ogni piano, un cambiamento radicale rispetto ai vecchi edifici scolastici che avevano i bagni solo nei seminterrati.
Perkins concepiva le scuole come centri comunitari e cercava di migliorare anche gli spazi circostanti, introducendo giardini, cortili e aree gioco. Oltre alla progettazione delle scuole, fu attivo nel movimento per la creazione di parchi e spazi aperti, collaborando con Jens Jensen alla realizzazione del sistema delle Riserve Forestali della Contea di Cook, un progetto che avrebbe avuto un grande impatto sulla città di Chicago.

### Conflitti e successi
Nonostante l'apprezzamento del pubblico e dei colleghi, la carriera di Perkins fu ostacolata da politiche interne alla Board of Education. Nel 1910, venne accusato di incompetenza, spreco e insubordinazione da parte dei membri del consiglio, un'accusa che molti attribuivano alla sua lotta contro la corruzione, che aveva eliminato pratiche di affidamento di contratti gonfiati. Perkins rifiutò di dimettersi e affrontò una commissione d'inchiesta pubblica, che portò alla sua rimozione ma ne rafforzò la reputazione come riformatore.
Dopo la fine del suo incarico pubblico, Perkins continuò la sua carriera privata, progettando residenze, edifici pubblici e altre scuole. La sua pratica si unì prima con l'architetto John L. Hamilton e successivamente con William K. Fellows, formando un'importante firma nel panorama dell'architettura Prairie.

### Eredita' e morte
Dwight Perkins è ricordato come uno degli architetti più significativi della Chicago della sua epoca, grazie alle sue scuole e ai parchi progettati con un approccio innovativo. I suoi edifici scolastici, tra cui la Carl Schurz High School e l'Evanston Township High School, sono ancora oggi considerati modelli di funzionalità e bellezza. Perkins morì il 2 novembre 1941, lasciando un’eredità che comprende oltre 70.000 acri di riserve forestali e numerosi edifici in tutto il Midwest.

## Opere

### Edifici scolastici a Chicago
- Carl Schurz High School (1930)
- Cleveland School (1907)
- Lloyd School (1907)
- Pullman School (1907)
- Trumbull School (1910)
- Moos School (1907)
- Hayt School (1909)
- Graeme Stewart School (1910)
- Jahn School (1909)
- Tilton School (1909)
- Bowen High School (1909)
- Jahn School (1909)
- Pullman School (1907)

### Altri edifici scolastici fuori Chicago
- Evanston Township High School (Evanston, Illinois) (1912)
- Whiting High School (Whiting, Indiana) (1915)
- Wyandotte High School (Kansas City, Kansas) (1915)
- Thomas Handy Junior High School (Bay City, Michigan) (1920)

## Altri edifici progettati da Perkins
- Steinway Hall (1894) – sede dell'ufficio di Perkins e di altri giovani architetti
- Café Brauer (1930) – Lincoln Park Zoo, Chicago, Illinois
- Lion House (1930) – Lincoln Park Zoo, Chicago, Illinois